# ジャーマン・スープレックス

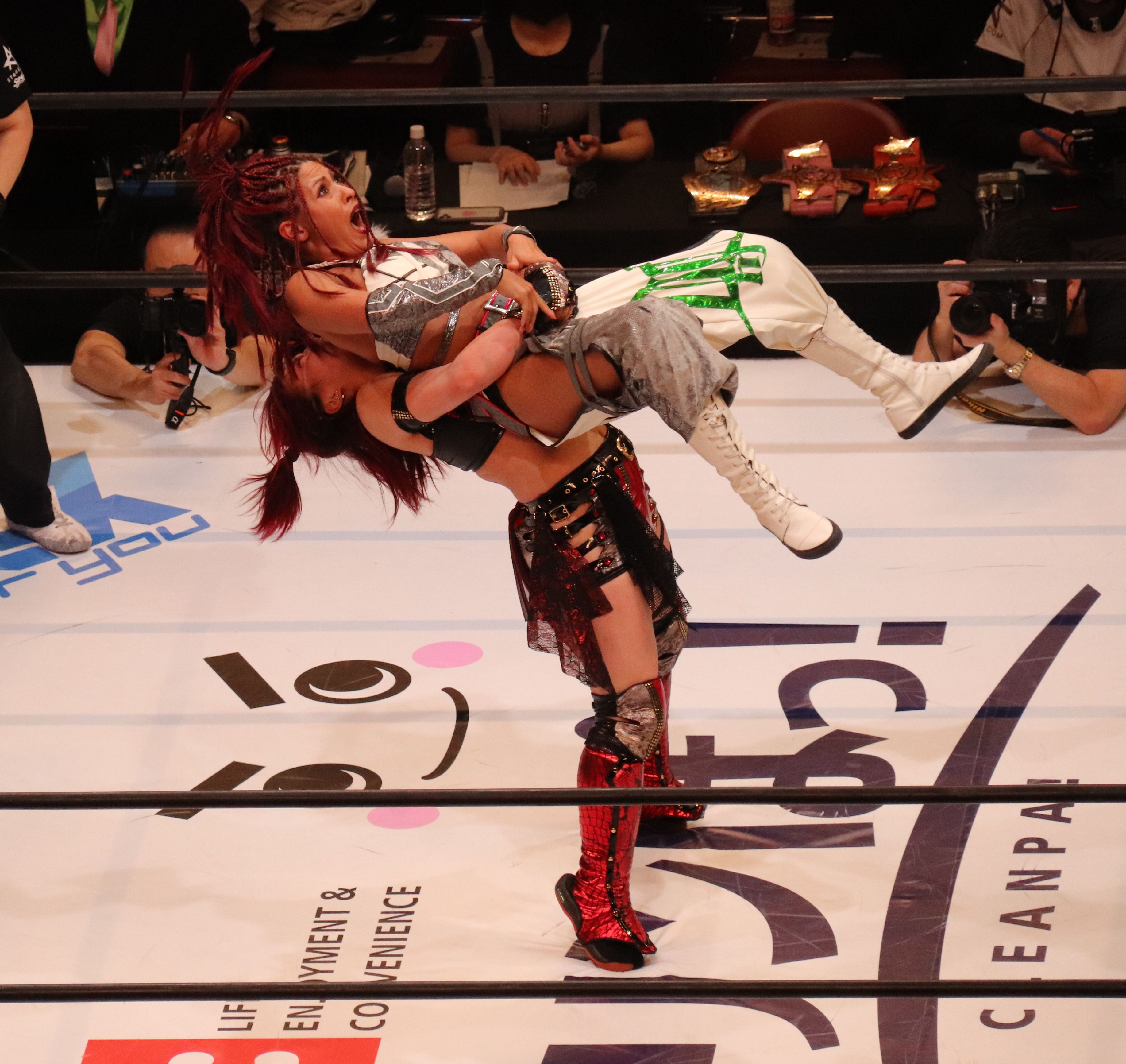
鈴季すずによるジャーマン・スープレックス。

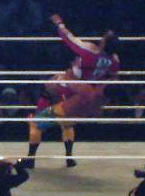
クリス・ベノワによるジャーマン・スープレックス。

ジャーマン・スープレックス（German Suplex）は、プロレス技の一種である。スープレイ、スープレックス、アトミック・スープレックス（Atomic Suplex）、フィン・スープレックス（Fin Suplex）とも呼ばれている。日本名は原爆固め（げんばくがため）、後ろ反り投げ（うしろそりなげ）、人間橋（にんげんきょう）。

## 概要
相手の背後から両腕を回して腰をクラッチし、そのまま相手を後方へと反り投げ、ブリッジした状態でフォールを奪う。ブリッジした際、踵を上げて爪先立ちになるレスラーとベタ足になるレスラーが存在する。踵を上げるのはフォール時のブリッジによる相手の首の圧迫を狙ったもの（落差ではなく後方へと反り投げる角度に関係する）。その分、ベタ足より、ブリッジとしての安定感は減少する。また、プロの場合は観客へのアピールも重要な要素であり、投げる際も観客にわかりやすくダイナミックで美しく見えるようにするため、より高く大きく投げて見せる必要があることから、踵を上げ爪先立ちで大きな弧を描いて投げるという側面もある。ホールドしないで投げ捨てた場合は原爆投げ（げんばくなげ）と呼ばれている。
ブラジリアン柔術では国際ブラジリアン柔術連盟、国際柔術連盟ともに、相手を頭や首から落とすジャーマン・スープレックスは禁止技である。

## 創始者と名手
ジャーマン・スープレックスの原型は、レスリングでスープレイ（相手の背後に回り込んで後方へと反り投げる）と呼ばれた投げ技を、レスリング出身のカール・ゴッチがプロレスに取り入れたことが始まりである。日本では1961年4月の公開練習で初披露され、5月1日に日本プロレスの東京都体育館大会で行われた対吉村道明戦が試合での初公開となった。このこともあり、ジャーマン・スープレックスとゴッチは切っても切れない関係になり、代名詞と言われるほどとなった。
ヒロ・マツダはゴッチから直接伝授され、日本人レスラーで最初に使用しており、名手として知られた。以後、マツダが国際プロレスに所属していたことから、サンダー杉山とグレート草津に引き継がれた。その後、寺西勇、マイティ井上、剛竜馬が使い手となる。
新日本プロレスではゴッチが同団体に協力していた関係で、アントニオ猪木をはじめ、木戸修、藤波辰爾、藤原喜明、ドン荒川、小林邦昭、長州力、タイガーマスク（初代）、前田日明、ジョージ高野、平田淳嗣、ヒロ斎藤、谷津嘉章、高田延彦、山崎一夫、高野俊二、後藤達俊らが使い手となる。
全日本プロレスではジャンボ鶴田がアメリカ修行から凱旋後に使い始めたことがきっかけとなり、大仁田厚、渕正信、天龍源一郎、石川孝志、越中詩郎、三沢光晴らが使い手となる。その後、鶴田はバックドロップとバックドロップ・ホールドを使用してからは封印しており、理由は「威力がありすぎる上に調節が難しい」等諸説ある。大仁田は膝の故障以後は封印した。その後、三沢、川田利明、小橋建太、田上明による投げっ放し式（ホイップ式）を使用した攻防が過熱して四天王プロレスと言われる独自のスタイルを確立していく。
女子レスラーでは長与千種、立野記代、ブル中野が使用していた。
外国人レスラーではチャボ・ゲレロ、カネック、アイアン・シーク、スティーブ・カーン、ボブ・バックランド、ジョー・マレンコ、オーエン・ハート、ゲーリー・オブライト、投げっ放し式の第一人者であるリック・スタイナーが使用していた。
かつては圧倒的な威力を誇り、芸術的な美しさを持つ技であったことから「プロレスの芸術品」や「プロレス技の王」と称されてきたが、改良を加えた派生技の発展と受身の技術の向上に伴い、中盤の痛め技として使用されていることが多くなっていた。しかし、近年では高山善廣を筆頭に中西学、本田多聞、福田雅一、関本大介、橋本千紘ら多くのレスラーが磨き上げることでフィニッシュ・ホールドとして使用している。

## バリエーション

### 投げっ放し式ジャーマン・スープレックス
投げ捨て式、ホイップ式とも呼ばれている。相手を抱え上げた後、両手のクラッチを放して後方へ投げ捨てる。アメリカ合衆国ではこの投げっ放し式をベリー・トゥー・バック・スープレックス（Belly-to-Back Suplex）（ベリー（belly）は腹、腹と背が密着した状態で投げる）と呼ぶこともある。（同様な例でベリー・トゥ・ベリー・スープレックス（フロントスープレックス）は腹と腹が密着した状態で投げる）。
主な使用者はリック・スタイナー、スコット・スタイナー、ゲーリー・オブライト、ビッグバン・ベイダー、カート・アングル、ブロック・レスナー、クリス・ベノワ、マイケル・エルガン、三沢光晴、諏訪魔、石井慧介、竹下幸之介、彩羽匠。

### ぶっこ抜き式ジャーマン・スープレックス
引っこ抜き式、引き抜き式、リフトアップ・ジャーマン・スープレックス、デッドリフト・ジャーマン・スープレックとも呼ばれている。うつ伏せに倒れた相手の足側に移動して相手の腰を両腕で抱え込み、自身の両手を相手の、へそのあたりでクラッチして投げられまいと踏ん張る相手の体を強引に抱えて、相手を後方へと反り投げる。
主な使用者はゲーリー・オブライト、マイケル・エルガン、関本大介、高橋裕二郎、マイバッハ谷口。

### 滞空式ジャーマン・スープレックス
2段式とも呼ばれている。相手の体を軽く宙に持ち上げて一旦静止し、タメを作ってから放つ。
主な使用者は佐藤耕平、宮原健斗。また、投げ捨て式で本田多聞（デッドエンドの名称で使用）や齋藤彰俊（デス・デッドエンドの名称で使用）も得意とする。

### 低空式ジャーマン・スープレックス
高速ジャーマン・スープレックスとも呼ばれている。相手を高く持ち上げることなく、低空で放つ。主な使用者はヒロ斎藤、ジョージ高野。

### ハイアングル・ジャーマン・スープレックス
相手を通常よりも高く持ち上げて角度をつけながらジャーマン・スープレックスを放つ。
主な使用者はボブ・バックランド、ゲーリー・オブライト、チャーリー・ハース、アレックス・ライト、ジャンボ鶴田、谷津嘉章、高山善廣（エベレスト・ジャーマン・スープレックスの名称で使用）、中西学、福田雅一、佐藤耕平、中邑真輔、オカダ・カズチカ、諏訪魔、竹下幸之介、橋本千紘。

### ハイクラッチ・ジャーマン・スープレックス
相手の背後から鳩尾あたりをクラッチしてジャーマン・スープレックスを放つ。主な使用者は杉浦貴。

### ダルマ式ジャーマン・スープレックス
相手の背後から右腕の外側に右腕を、左腕の外側に左腕を回し、相手の両腕と胴体を抱きかかえるようにして放つ。
主な使用者は高山善廣（ダルマ式エベレスト・ジャーマン・スープレックスの名称で使用）、棚橋弘至、飯伏幸太、長与千種（クラッシュ・スープレックスの名称で使用）、みなみ鈴香、風間ルミ、中島安里紗、紫雷イオ。

### ロコモーション式ジャーマン・スープレックス
連続式、起き上がり小法師式とも呼ばれている。技を仕掛けた後、相手をクラッチしたまま再び起き上がり、再度ジャーマン・スープレックスを放つ。
主な使用者はゲーリー・オブライト、クリス・ベノワ、マイケル・エルガン、菊地毅、茂木正淑、マイバッハ谷口、日向あずみ、紫雷イオ。

### ローリング・ジャーマン・スープレックス
技を仕掛けた後、両足でマットを蹴って下半身を自身の首を支点に後転させ相手の両腿の裏の上に跨る状態で着地後、エビ固め風に丸まった相手に再度ジャーマン・スープレックスを放つ。
主な使用者はキャンディー奥津。2度目のスープレックスをタイガー・スープレックスに変えるとスペル・デルフィンのオリジナル技「デルフィン・スペシャル3号」となる。

### マヤ式ジャーマン・スープレックス
技を仕掛けた後、両足でマットを蹴って下半身を自身の首を支点に後転させ相手の両腿の裏の上に跨る状態で着地後、ジャパニーズ・レッグロール・クラッチの形で相手をブリッジで押さえ込みフォールする。
主な使用者はウルティモ・ドラゴン、スペル・デルフィン。

### リバウンド式ジャーマン・スープレックス
主な使用者はジョン・モクスリー、ルーシュ。相手が走ってきたところをスルーし、相手がロープに対して対面するようにリバウンドさせて、その勢いのまま帰ってきた相手に対してジャーマン・スープレックスを放つ。

### スワンダイブ式ジャーマン・スープレックス
飯伏幸太のオリジナル技。エプロン上にいる相手に対し、リング内からサードロープ上に乗った状態で相手の腰を抱え、ロープの反動を利用してリング内に向かってジャーマン・スープレックスを放つ。

### スライディング式ジャーマン・スープレックス
セカンドロープに場外を向いて座らせた相手に対し、反対側のロープから走り込んで腰部分を掴み、場外へスライディングしながらその勢いを利用してマットに叩きつける変型ジャーマン・スープレックス。中邑の場合は、セカンドロープに場外を向いて座らせた相手に対し、相手の背後に蹴りを入れて自身は、後方回転をしてから立ち上り反対側のロープから走り込んで腰部分を掴み、場外へスライディングしながら、その勢いを利用してジャーマン・スープレックスのように相手を背面から叩きつける。
主な使用者は中邑真輔、石森太二。

### ターンバックル・ジャーマン
ゲーリー・オブライトのオリジナル・ムーブ。相手を抱え上げた後、両手のクラッチを切って相手をコーナーポストに投げ捨て、後頭部をターンバックルに打ちつける。
主な使用者は杉浦貴、潮崎豪。

### スパイダー・ジャーマン
折原昌夫のオリジナル・ムーブ。リングに背を向ける格好で相手をコーナー最上段に座らせて自身もコーナー最上段に登って相手の背後に腰を下ろして相手の腰を両腕で抱え込み、自身の両手を相手の、へそのあたりでクラッチして胴体を抱え込み、自身の両足のつま先をセカンドロープに引っ掛けて、相手の体を投げっ放し式ジャーマン・スープレックスでコーナーからリングに放り投げたあと腹筋を使って宙吊りの状態になった自身の体を引き起こす。
主な使用者は菊地毅、天龍源一郎、真壁刀義、大和ヒロシ、日向あずみ、沖野小百合。

## 派生技

### クロスアーム・スープレックス
相手の背後から右手で相手の左腕を左手で相手の右腕を、それぞれ掴み、掴んだ両腕を相手の胸の前で交差させて放つ。
主な使用者は保永昇男、ウルティモ・ドラゴン（アステカ・スープレックスの名称で使用）、高岩竜一、ツバサ、空牙、大石真翔、大和ヒロシ、竹下幸之介、希月あおい、アダム・コール（フロリダ・キーの名称で使用）。相手の腕を背中側でクロスさせると豊田真奈美のオリジナル技「ジャパニーズ・オーシャン・スープレックス」となる。

### ジャガー式クロスアーム・スープレックス
ジャガー横田のオリジナル技。向かい合った相手の右腕を左手で左腕を右手で掴み、自身の右腕の下を相手に潜らせて相手の背後に回り込み、掴んでいた両腕を交差させて放つ。

### シャットダウン・スープレックス
宮原健斗のオリジナル技。「ダルマ式」と「滞空式」を組み合わせたものである。相手の両腕をホールドしているがゆえに、タメの最中に強引にクラッチを解かれることもある。

### トルネード・スープレックス
中嶋勝彦のオリジナル技。相手の背後から腰に左腕を引っ掛けて、外腿の方から相手の右腿の裏に右手を回してジャーマン・スープレックスを放つ。

### あすなろスープレックスII
山田恵一のオリジナル技。相手の背後から右腕を抱き込むような感じで自身の右腕を相手の胸の方に回し、右手で相手の左手首を掴み、背中の方から相手の左脇に差し込んだ左手で自身の右手首を掴んで放つ。

### カオスセオリー・スープレックス
ロールスルー・スープレックスとも呼ばれている。ダグ・ウイリアムスのオリジナル技。相手の背後から腰を両腕で抱え込み、相手の体をタックルするような感じで後ろから押して相手の体を正面からコーナーに衝突させて相手が跳ね返る反動を利用して相手を抱えたまま自身の体を後転させて自身の両足がマットに着地したところで体をブリッジさせて無理やり引っこ抜いた相手にジャーマン・スープレックスを仕掛けてフォールを奪う。

### デルフィン・スペシャル1号
スペル・デルフィンのオリジナル技。技を仕掛けた後、両足でマットを蹴って下半身を自身の首を支点に後転させ相手の両腿の裏の上に跨る状態で着地後、エビ固め風に丸まった相手に再度ジャーマン・スープレックスを仕掛けて、もう1度両足でマットを蹴って下半身を自身の首を支点に後転させ相手の両腿の裏の上に跨る状態で着地後、ジャパニーズ・レッグロール・クラッチの形で相手をブリッジで押さえ込みフォールを奪う「ローリング式」と「マヤ式」の連続技。

### クロイツ・ラス
ケニー・オメガのオリジナル技。相手を肩車の体勢で担ぎ上げて相手の両腿を下からブッシュアップして相手の体を軽く宙に浮き上がらせて浮き上がった相手の股の間から自身の頭を引き抜いて落下する相手の胴体を背後から両手で抱え込み、相手の両足がマットに着地する前に体をブリッジさせてジャーマンスープレックスを仕掛けてフォールを奪う。

### スイッチング・クロイツ・ラス
ケニー・オメガのオリジナル技。相手をパワーボムでマットに叩きつけた後、再び頭上まで持ち上げて相手の体を180°回転させながら繰り出す型は「スイッチング・クロイツ・ラス」の名称で使用している。技名は英語で「クロイトの怒り」の意。クロイトとはインターネット上のゲーム実況プレイヤーの名前で、感情表現が激しい実況をするクロイトの怒りを表現したかったことからこの名が付けられた。バレットクラブ加入後は国内でのみ使用されなくなったPWG等、バレットクラブが関係無い場ではフィニッシャーとして使用しているが、2016年8月13日の両国大会での内藤哲也戦で久々に披露された。その後も2017年8月12日のオカダ・カズチカ戦などここ一番の試合で使用されている。

### DOKAAAN!!
「ドカーン」と読む。原田大輔のオリジナル技。相手を肩車し、そのまま上方へリフトアップさせながら相手の骨盤辺りを持ちジャーマンのように自身も後方に倒れ込みながら相手を背面から落とす技。入り方はケニーオメガのクロイツ・ラスと似ているが、相手のクラッチの仕方や位置、ホールドするかしないかの点が異なる。

### ムーンサルト・デッドリフト・スープレックス
リコシェのオリジナル技。四つん這い状態の相手の前方で後ろ向きに立ち、その場飛び式で後方宙返りをして相手の背後に回り、腰元をクラッチして一気に担ぎ上げて後方へ反り投げるジャーマン・スープレックス。

### マナバウアー
中西学のオリジナル技。2006年のNEW JAPAN CUPに向けて考案した技。アルゼンチン・バックブリーカーの体勢から身体を左右に数回揺さぶった後、自分の前方に相手を着地させてから腰に手を回してジャーマン・スープレックス・ホールドを放つ。技名の由来はトリノオリンピックの女子フィギュアスケートで金メダルを獲得した荒川静香の「イナバウアー」。

### 大☆中西ジャーマン
中西学のオリジナル技。2008年1月4日に行われた東京ドーム大会でのアビス戦に向けて開発。右手を天空にかざして技の発動を予告した後、相手の身体をロープに振って、その反動でジャーマン・スープレックスを決める。さらにグロッギーになった相手を通常のジャーマン・スープレックスでフォールする二段構えの技。

### 特大☆中西ジャーマン
中西学のオリジナル技。リフトアップ・スラムの体勢からトップロープに強引に投げつけ、その跳ね返ってきた反動でジャーマン・スープレックス・ホールドを極める。試合中とっさに出た技のため、当初は公式サイト内では「ジャーマン・スープレックス・ホールド」と表記、アナウンサーは大☆中西ジャーマンとコールした。翌日の記者会見で、中西自ら「特大☆中西ジャーマン」と命名された。

## 防御法
- 肘で相手の頭を打ちつけて脱出する（脱出に成功した場合は素早く相手の背後に回り込んで、ひるんだ相手の背後を取ることが可能であり、相手にジャーマン・スープレックスを仕掛けるチャンスがある）。
- 手で強引に相手の腕のクラッチを解いて脱出する。
- 自身の足を相手の脚の後ろに回してフックする（その後、エルボーなどで脱出する）。
- 投げようとする隙を突き、相手の腕をホールドしたまま前転して丸め込み、ピンフォールに持ち込む。
- 後方へと相手の股間を蹴り上げる（急所攻撃のため一般に反則であるが蹴り上げると同時にレフェリーにすがりついて自身の蹴りを見せないようにする者もいる）。
- 投げられた瞬間、後方へと身体を回転させてバック転の要領で足から着地する（投げっ放し式ジャーマン・スープレックスに対して特に有効である）。
- 投げられた瞬間、意図的に背後に跳んで背中から落ちることで直接首から落とされることによるダメージを軽減する。
- ロープに逃れる（このとき、ロープブレイク判定のため、レフェリーはロープを注視する。前述の「相手の股間の蹴り上げる」のチャンスでもある）。
- ロープに逃れて反動でジャパニーズ・レッグロール・クラッチに持ち込む。

## 名称について
ジャーマン・スープレックスという名称について「ジャーマン」の由来は、カール・ゴッチがドイツ出身とされていたためである。ゴッチは単にスープレックスと呼んでいる。カール・ゴッチは、スープレックスと呼べる技はジャーマンスープレックスだけであり、正確にはジャーマン・スープレックスではなく単にスープレックスであり、他のスープレックスと呼ばれるブリッジしながら相手を後方に投げる技は、サルトと呼ばれるものであると語っていた。
その後、カール・ゴッチは別のインタビューで「あのジャーマン・スープレックスは、グレコローマンスタイルの技なんだ。その源流はフィンランドにある。フィンランドはグレコローマンが強い国で有名だったからね。だからあの技はジャーマンではなく、実は「フィン・スープレックス」と呼ばれていたんだよ」と述べた。アメリカでは、ゴッチのジャーマン・スープレックスは、「アトミック・スープレックス」と呼ばれている。
日本での「原爆固め」という呼称は、ゴッチがジャーマン・スープレックスを日本で初披露した際に東京スポーツの桜井康雄がインタビューでゴッチに技の名前を聞くと「ジャーマン・スープレックス」と答えたためでデスクに報告したが、ジャーマン・スープレックスの名称では紙面を飾りにくいと考えたデスクが「日本語じゃなんて言うんだ」と聞いた際に、桜井がアメリカではゴッチのジャーマン・スープレックスがアトミック・スープレックスと呼ばれていることを参考に「原爆固めです」と答えたのが命名となったという。。ただし日本は被爆国であることから「原爆固め」の呼称は徐々に使われなくなっており、『週刊プロレス』では原爆の被爆者に配慮して「原爆固め」の名称を使用していない。また、技を仕掛けた形が華麗なアーチを描くことから「人間橋」とも名付けられている。

## その他
- WWEでは首から落ちない（落とさない）ように、掛けられる側がリングを蹴って反動をつけて肩から落ちている。とは言え日本のプロレスでも、自ら跳んで叩きつけられるタイミングを捉えてダメージを軽減するのは受身の技術として存在する。
- 総合格闘技の試合でも、レスリング出身レスラーがまれに使用することがある。UFCでダン・スバーンが連発で使用してファンを歓喜させ、修斗では倉本一真がジャーマン連発からKO勝利している。総合格闘技の雑誌や公式サイトでは「ジャーマン」と略称で使用していることが多い。シュートボクシングでは競技の確立の手助けをしてくれたゴッチに敬意を表して「ジャーマン・スープレックス」とプロレスと同じ名称で使用している。
- 1974年3月19日、新日本プロレスの蔵前国技館大会で行われたアントニオ猪木対ストロング小林戦では一進一退の激闘の末に猪木がフィニッシュ・ホールドとして使用して勝利を収めた。日本人レスラー同士の試合という話題性と衝撃的なフィニッシュ・ホールドの結末に観客と視聴者に鮮烈な印象を残した。
- 2007年11月10日放送分のテレビ朝日系列の番組『タモリ倶楽部』で、ゴッチの追悼企画として「追悼"神様" カール・ゴッチ プロレスの芸術品 ジャーマン・スープレックス大賞」と題して有名な使い手（主にゴッチの弟子筋レスラー）が試合でジャーマン・スープレックスを仕掛けるシーンを集めて鑑賞するという企画が放送された。番組の中で紹介されたレスラーは登場順にゴッチ、タイガーマスク（初代）、藤波辰爾、前田日明、高田延彦、山崎一夫、越中詩郎、ヒロ斎藤、馳浩、リック・スタイナー、関本大介。